# Drummond (Wisconsin)
Drummond è un comune degli Stati Uniti, situato in Wisconsin, nella Contea di Bayfield.